# Ixora liberiensis
Ixora liberiensis är en måreväxtart som beskrevs av De Block. Ixora liberiensis ingår i släktet Ixora och familjen måreväxter. Inga underarter finns listade i Catalogue of Life.